# یویگو
یویگو (انگلیسی: Yoigo) شرکت مخابرات اسپانیایی است، که در سال ۲۰۰۰ تأسیس شد.